# Annette Kolb (schrijfster)

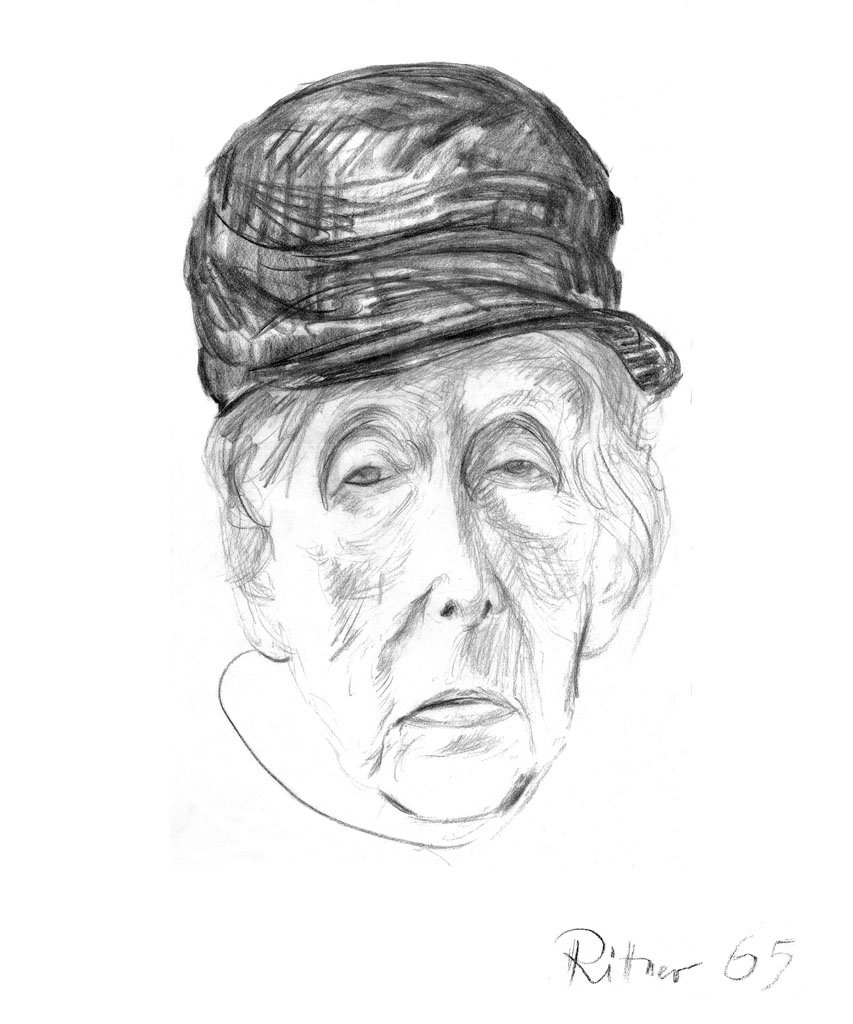
Annette Kolb,
Houtskooltekening door Günter Rittner 1965

Annette Mathilde Kolb  (München, 3 februari 1870 - aldaar 3 december 1967) was een Duits schrijfster. Zij werd geboren als de derde dochter van de Münchener tuinarchitect Max Kolb en de Parijse pianiste Sophie Kolb-Danvin. Annette Kolb groeide op in München en bracht de eerste schooljaren door in een kloosterschool in het gebied Thurn in Tirol.  
Tijdens de Eerste Wereldoorlog publiceerde zij werken over het pacifisme. Een hartstochtelijk pleidooi voor de toepassing van de rede en voor een Europese toenadering tussen de volkeren ontstond na een toespraak in Dresden. 
In 1923 was Annette Kolb in Badenweiler, waar in het jaar daarvoor Paul Schmitthenner een huis had gebouwd. Annette Kolb emigreerde in 1933 naar Parijs. In 1936 werd zij Frans staatsburger en in 1941 vluchtte zij als 71-jarige naar New York. Na de oorlog woonde ze tot 1961 in Parijs en München en in Badenweiler. Haar laatste verblijfplaats was in München.  Annette Kolb was tot op hoge leeftijd nog bezig met literaire, muzikale, journalistieke en politieke activiteiten.  Haar graf bevindt zich op het kleine kerkhof Bogenhausen op de Hauser Neuberg Strasse in München. 

## Prijzen en onderscheidingen
- 1913: Fontane-prijs voor haar eerste roman, Het monster
- 1931: Gerhart Hauptmann Prize
- 1950: opname in de Beierse Academie voor Schone Kunsten
- 1951: Kunst van de stad München voor Literatuur
- 1955: Goethe-prijs van de Stad Frankfurt
- 1959: Grote Kruis van Verdienste Orde van Verdienste van de Bondsrepubliek Duitsland
- 1961: Ridder in het Franse Legioen van Eer
- 1961: Beierse Orde van Verdienste
- 1961: Literatuur Prijs van de stad Keulen
- 1966: Pour le mérite voor wetenschap en kunst
- 1966: Grote Kruis van Verdienste van de Orde van Verdienste van de Bondsrepubliek Duitsland met ster

## Werk van Annette Kolb
- 1899: Kurze Aufsätze, haar eerste boek
- 1906: L’Ame aux deux patries, Feuilletonartikelen
- 1913: Das Exemplar, Roman
- 1917: Briefe einer Deutsch-Französin
- 1921: Zarastro. Westliche Tage, herinneringen aan 1917/18
- 1924: Wera Njedin, vertellingen en schetsen
- 1928: Daphne Herbst, Roman
- 1929: Versuch über Briand, portret van een staatsman
- 1932: Beschwerdebuch, Essays
- 1934: Die Schaukel, Roman
- 1937: Mozart. Sein Leben., Biografie
- 1941: Schubert. Sein Leben., Biografie
- 1947: König Ludwig II. von Bayern und Richard Wagner,
- 1954: Blätter in den Wind, Essays
- 1960: Memento, herinneringen aan de emigratie